# ۴۷۴ (میلادی)
۴۷۴ (میلادی) چهارصد و هفتاد و سومین سال تقویم میلادی است.

## رویدادها
امپراتوری روم غربی
- ژولیوس نپوس با برکنار کردن گلیسریوس به‌امپراتوری روم غربی می‌رسد.

امپراتوری روم شرقی
- ۱۸ ژانویه - لئوی دوم به امپراتوری روم شرقی می‌رسد.
- ۹ فوریه - زنو به امپراتوری مشترک با لئوی دوم می‌رسد.
- ۱۷ نوامبر - لئوی دوم می‌میرد و لئو یگانه امپراتور روم شرقی می‌شود.
- زنو، امپراتور بیزانس و گایسریک، پادشاه وندال‌ها با امضای صلحنامه‌ای به ۴۵ سال درگیری بین امپراتوری روم شرقی و وندال‌ها پایان می‌دهند.

## درگذشتگان
- ۱۸ ژانویه - لئوی یکم، امپراتور روم شرقی
- ۱۰ یا ۱۷ نوامبر - لئوی دوم، امپراتور روم شرقی
- تئودمیر، پادشاه اوستروگوت‌ها

‎